# Draycot Cerne
Draycot Cerne – osada w Anglii, w Wiltshire, w dystrykcie (unitary authority) Wiltshire, w civil parish Sutton Benger. Leży 21,4 km od miasta Trowbridge, 52,7 km od miasta Salisbury i 139,8 km od Londynu. W 1931 roku civil parish liczyła 113 mieszkańców. Draycot Cerne jest wspomniana w Domesday Book (1086) jako Draicote.